# Neodistoma mammillatum
Neodistoma mammillatum är en sjöpungsart som beskrevs av Kott 1990. Neodistoma mammillatum ingår i släktet Neodistoma och familjen Holozoidae. Inga underarter finns listade i Catalogue of Life.